# 283 (číslo)
Dvě stě osmdesát tři je přirozené číslo, které následuje po čísle dvě stě osmdesát dva a předchází číslu dvě stě osmdesát čtyři. Římskými číslicemi se zapisuje CCLXXXIII a řeckými číslicemi σπγ.

## Matematika
283 je:
- Prvočíslo, tvoří prvočíselnou dvojici s číslem 281
- Nešťastné číslo
- Příznivé číslo

## Astronomie
- (283) Emma je binární planetka hlavního pásu, kterou objevil v roce 1890 Auguste Charlois

## Doprava
- Silnice II/283 je česká silnice II. třídy vedoucí na trase Turnov – Lestkov – Hořensko – Košťálov – Libštát – Ústí u Staré Paky[1][2][3]

## Roky
- 283
- 283 př. n. l.